# Cuart de les Valls
Cuart de les Valls (oficialmente y en valenciano Quart de les Valls) es un Municipio de España en la comarca del Campo de Murviedro, limitando al noreste con la comarca de la Plana Baja en la provincia de Valencia.

## Geografía
Municipio situado en el sector noroeste del Valle de Segó. La superficie del término es montañosa, a excepción del sector oriental.
El clima es de tipo mediterráneo.
Se accede a esta localidad, desde Valencia, a través de la A-7, tomando luego la N-340 y finalmente la CV-320.

### Localidades limítrofes
El término municipal de Cuart de les Valls limita con los siguientes municipios:
Sagunto, Benifairó de los Valles, Faura y Cuartell todas ellas en la provincia de Valencia y Almenara de la provincia de Castellón.

## Historia
La ocupación del territorio municipal se remonta a la Edad del Bronce valenciano y en la ladera de este cerro se encuentra la Cova de la Collita, en cuyo interior se ha recogido cerámicas bastas hechas a mano, piezas de caliza y un punzón de hueso, sin duda de la misma época. En la masía de Rugama (Benavites), se conservan tres lápidas con inscripción latina, como es corriente en toda la zona que en época romana estuvo bajo influencia de Sagunto.
El Cid Campeador instaló en este lugar su campamento base para proceder a la toma de Almenara.
Tras la Conquista del Rey Jaime I, pasó a formar parte del Condado de Almenara, en manos de la familia Próxita, hasta la abolición de los Señoríos en siglo XIX.

## Demografía
Cuart de les Valls cuenta con una población de 1040 habitantes (INE 2024).
| Gráfica de evolución demográfica de Cuart de les Valls entre 1842 y 2021                                            |
| |
| Población de derecho según los censos de población del INE Población de hecho según los censos de población del INE |

## Economía
Basada tradicionalmente en la agricultura. Los cultivos de secano ocupan 350 ha, cosechándose aceitunas, almendras y diversas frutas. Las tierras de regadío están dedicadas al cultivo de naranjo.

## Administración y política
| Periodo   | Nombre                          | Partido       |
| --------- | ------------------------------- | ------------- |
| 1979-1983 | Miguel Llueca Pascual           | UCD           |
| 1983-1987 | Miguel Llueca Pascual           | Independiente |
| 1987-1991 | Emilio Sevilla Guillem          | PSPV-PSOE     |
| 1991-1995 | Emilio Sevillà Guillem          | PSPV-PSOE     |
| 1995-1999 | José Sevillà Los Santos         | PSPV-PSOE     |
| 1999-2003 | José Sevillà Los Santos         | PSPV-PSOE     |
| 2003-2007 | José Sevillà Los Santos         | PSPV-PSOE     |
| 2007-2011 | José Sevillà Ibars              | PSPV-PSOE     |
| 2011-2015 | María del Pilar Álvarez Montero | PSPV-PSOE     |
| 2015-2019 | María del Pilar Àlvarez Montero | PSPV-PSOE     |
| 2019-2023 | Néstor Albert Queralt           | PSPV-PSOE     |
| 2023-act. | Lara González Asensi            | PSPV-PSOE     |

## Patrimonio

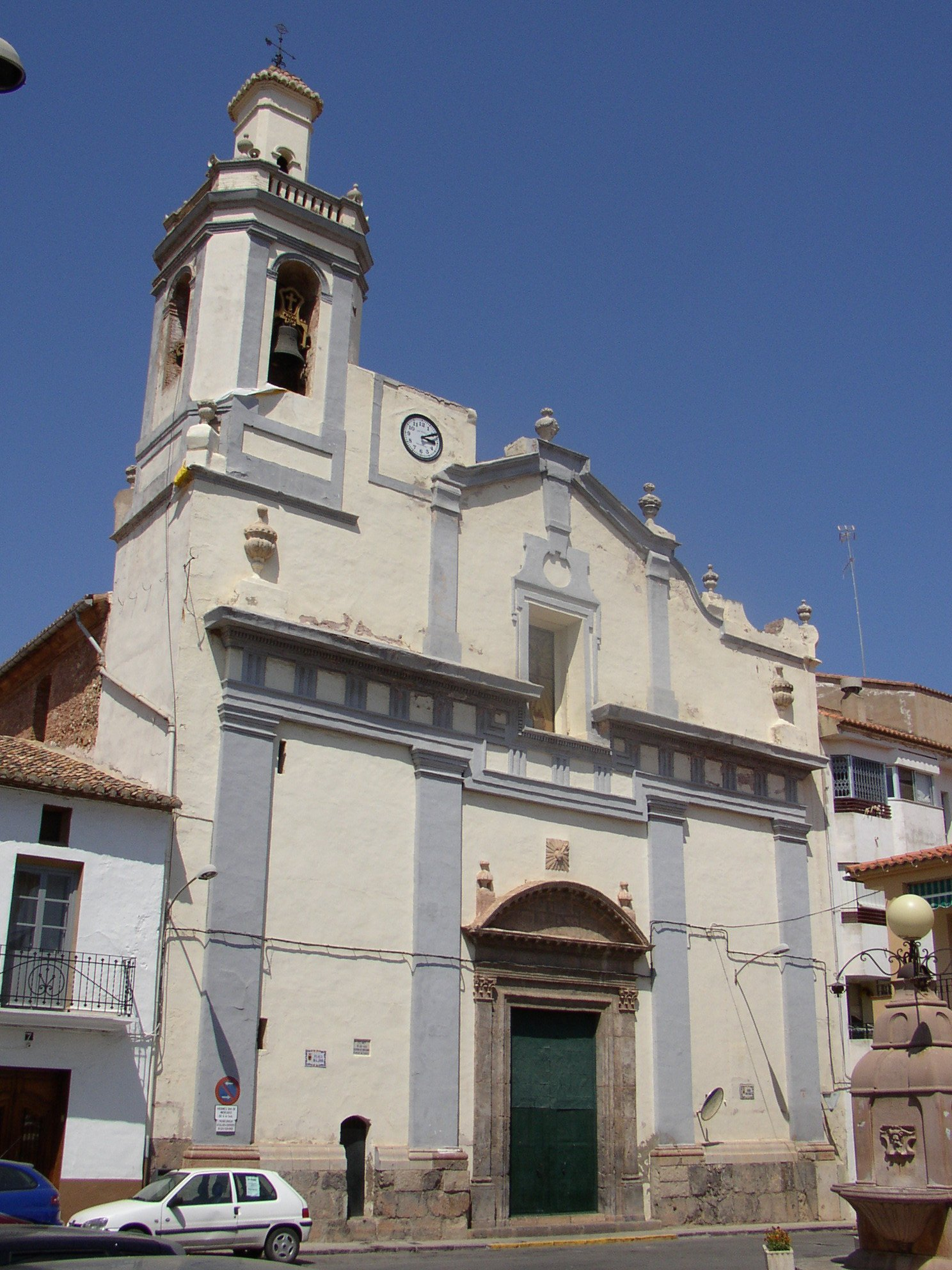
Iglesia parroquial

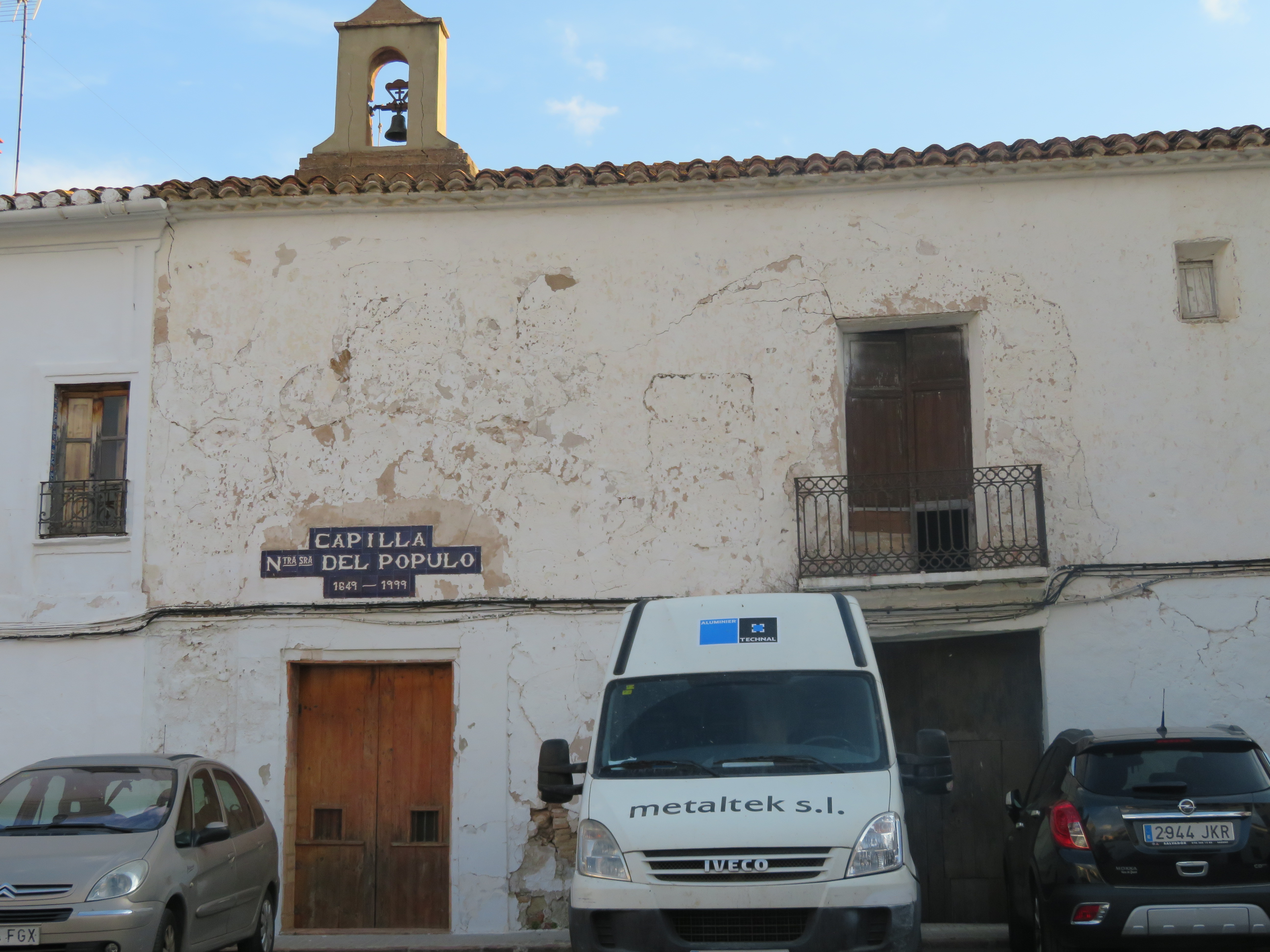
Ermita de Nuestra Señora del Pópulo de Quart de les Valls (Valencia).

- Quart de les Valls (València).Ermita del Cristo de la Agonía en Quart de les Valls (Valencia).Ermita de Nuestra Señora del Pópulo de Quart de les Valls (Valencia).Iglesia parroquial. Está dedicada a San Miguel Arcángel; fue erigida en parroquia en el año 1535, reconstruyéndose el templo un siglo más tarde. Después, dada sus pequeñas dimensiones y su estado ruinoso, comenzó a utilizarse como templo parroquial la iglesia del convento de religiosos Servitas, edificado en el siglo XVIII. Hay una capilla en la que se conserva un cuadro hallado en 1649, pero destruido en la guerra civil española, se le conoce bajo la advocación de la Virgen del Pópulo, patrona del pueblo.

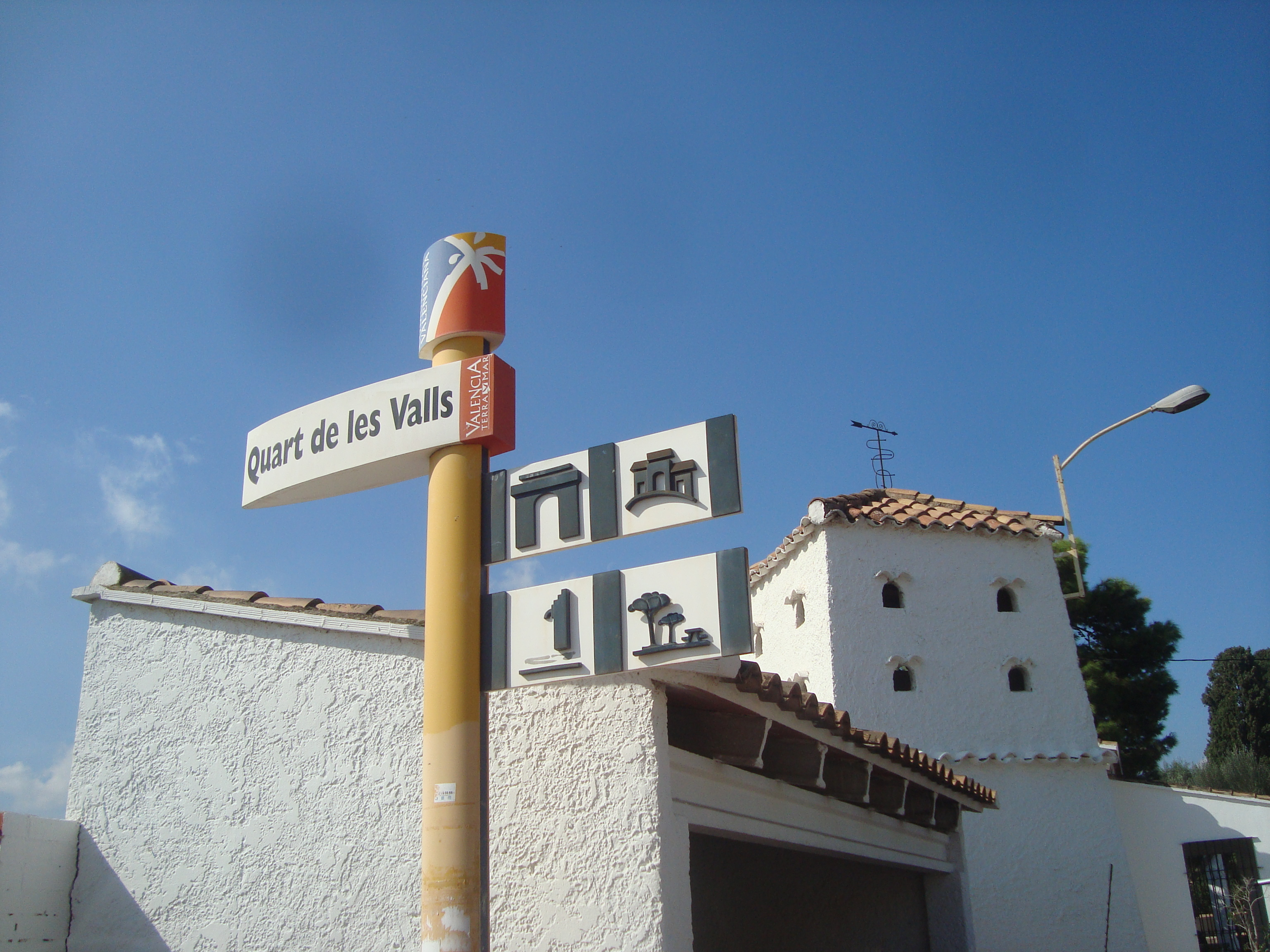
Quart de les Valls (València).

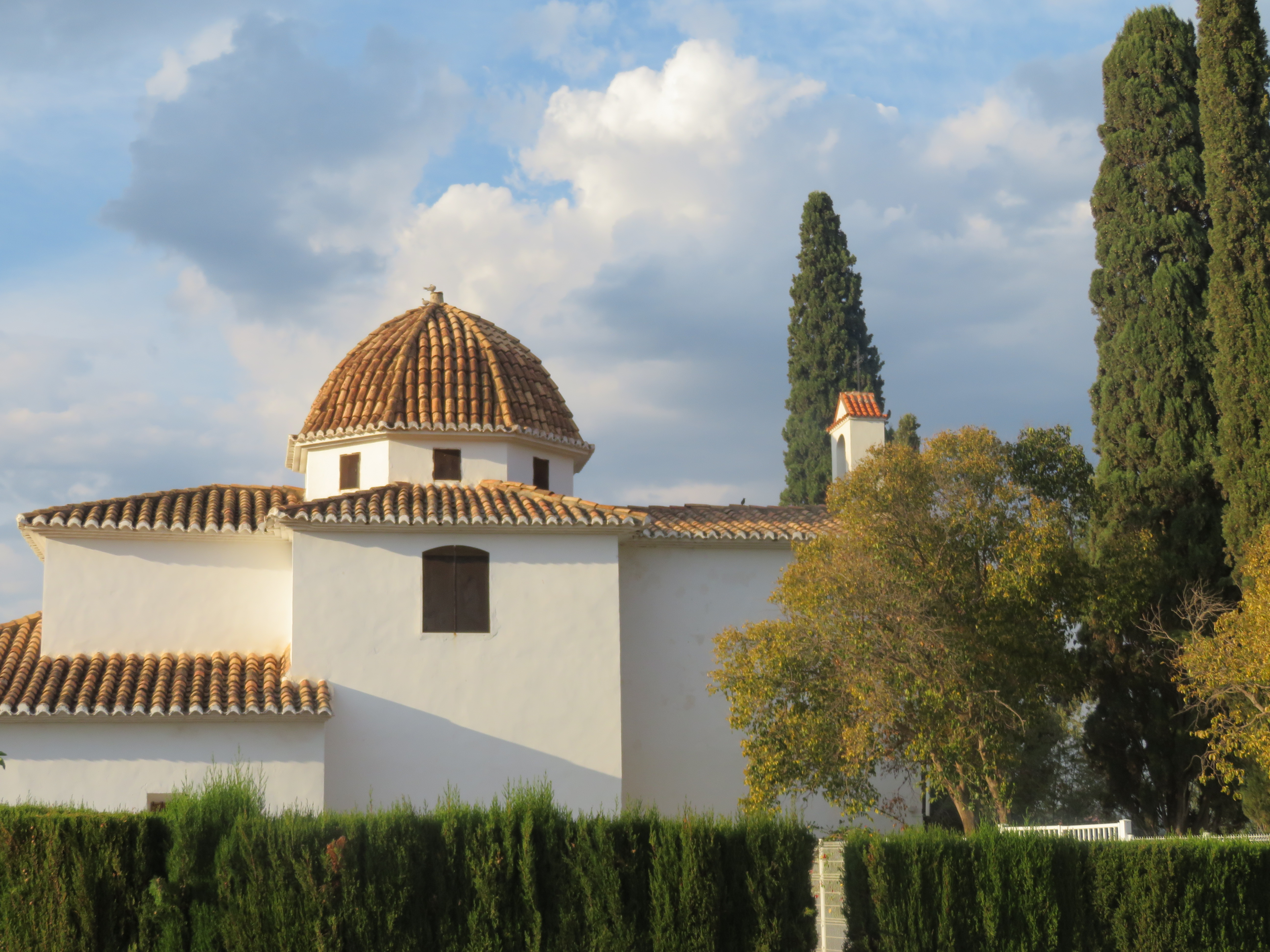
Ermita del Cristo de la Agonía en Quart de les Valls (Valencia).

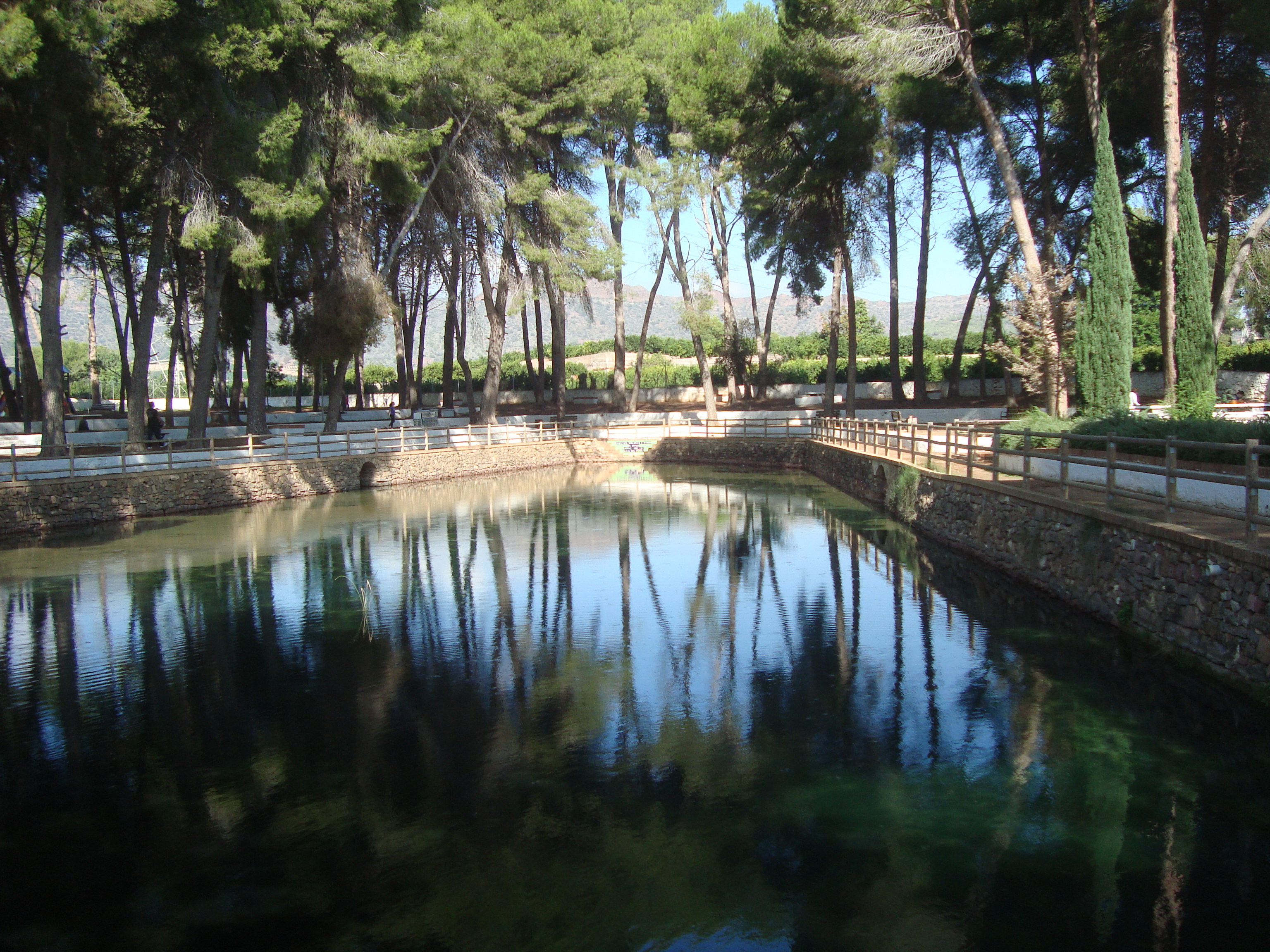
Font de Quart (Quart de les Valls, València).

- Casa de la Cultura, antigua iglesia del pueblo que data del siglo XV.
- Fuente de Cuart, paraje natural de gran belleza, formado por un lago de aguas cristalinas provenientes del manantial denominado 'L'Ullal del Poble' así como de aguas subterráneas que afloran por el fondo del lago. Todo el paraje está rodeado de pinos centenarios, palmeras, jardines y macizos de flores. Lugar muy concurrido los fines de semana, ya que está provisto de zona de paelleros y mesas para pinic. Se ubica próximo del término municipal de Cuart de les Valls, pertenece a la mancomunitat de les Valls y a la próxima villa de Almenara (en Castellón). El Rey Jaime I se guardó de ofrecer a ningún caballero en el Llibre del Repartiment o Libro del Reparto, la propiedad del manantial y lo legó mancomunadamente a todos ellos, instaurando un complicado turno de riegos, acequias y turnos, que ha estado en vigor durante más de 700 años. Con su caudal de agua, se regaban las tierras de los pueblos vecinos.
- Camino del Cid, la localidad forma parte de esta ruta turístico cultural que atraviesa ocho provincias españolas.
- Ermita del Cristo de la Agonía.
- Ermita de Nuestra Señora del Pópulo.

## Fiestas patronales
Dan comienzo todos los años el tercer sábado de septiembre, finalizando el cuarto domingo del mismo mes. Se dedican a San Miguel Arcángel, a la Virgen del Pópulo y al Cristo de la Agonía.

## Entidades Locales
- Asociación cultural el Codoval
- Banda Sociedad Juventud Musical de Cuart de les Valls
- Cofradía del Santísimo Cristo de la Agonía.
- Associació Memòria Històrica Quart de les Valls "El Molí"

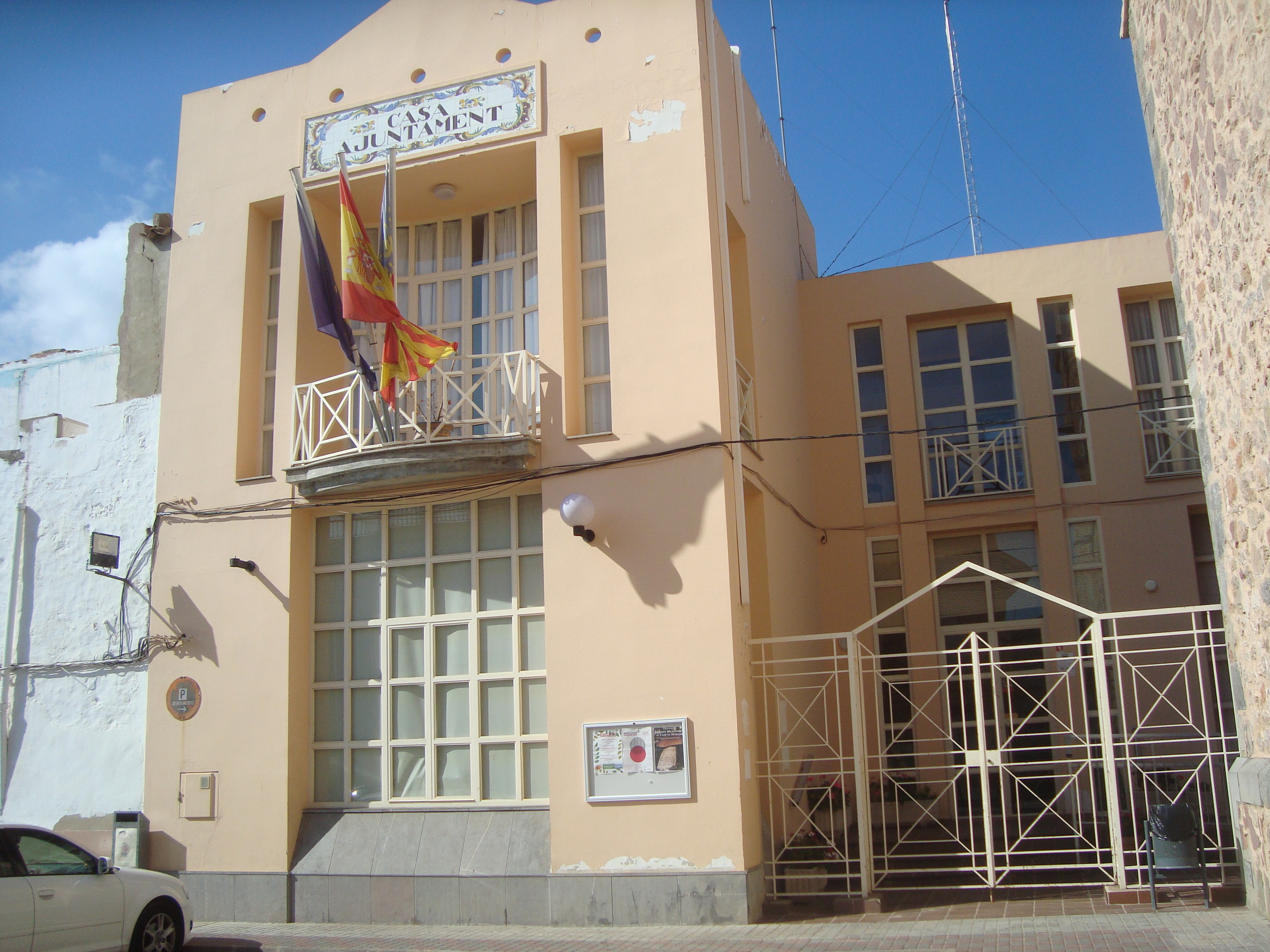
Ajuntament de Quart de les Valls (València).

## Véase también

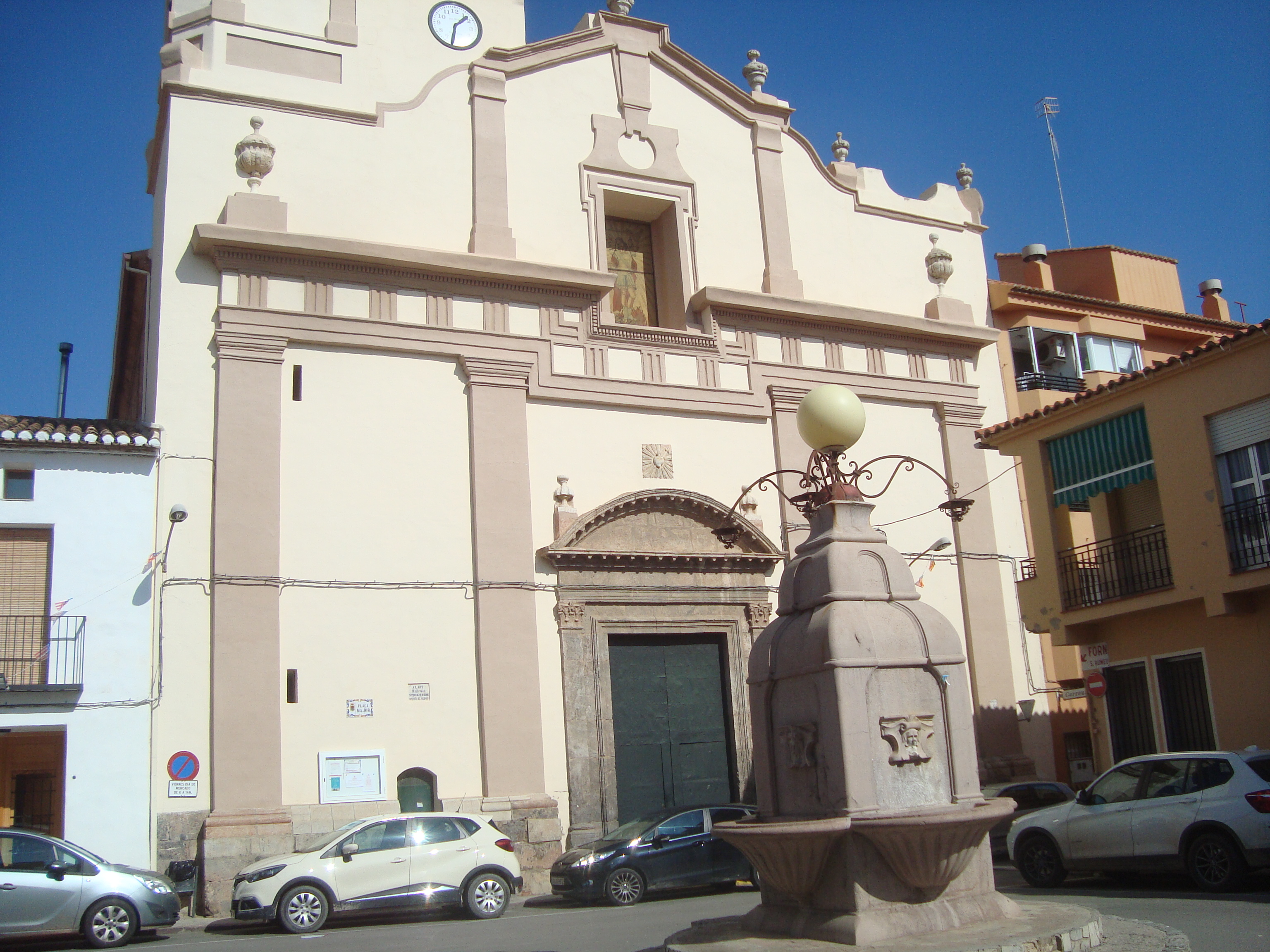
Església parroquial de Sant Miquel Arcàngel (Quart de les Valls).